# Netelia parvula
Netelia parvula är en stekelart som först beskrevs av Meyer 1927.  Netelia parvula ingår i släktet Netelia och familjen brokparasitsteklar. Inga underarter finns listade i Catalogue of Life.